# طويلة سيد طاهر (غيزانية)
طويلة سيد طاهر (بالفارسية: طویله سیدطاهر) هي قرية تقع في إيران في قسم غيزانية الريفي. يقدر عدد سكانها بـ 17 نسمة بحسب إحصاء 2016.